# Aarbergen
Aarbergen is een gemeente in de Duitse deelstaat Hessen, en maakt deel uit van de Rheingau-Taunus-Kreis.
Aarbergen telt 6.337 inwoners.

## Geografische ligging
Aarbergen ligt ten noorden van de districtsstad Bad Schwalbach en ten zuiden van Limburg an der Lahn in het westen van Hintertaunus, dat het noordelijke dak van de Taunus vormt vanaf de hoofdkam van Taunus.
Het gebied van de gemeente wordt gekenmerkt door de middelste Aarvallei met zijn zijdalen, die in het Quartair de geprononceerde romp en trogoppervlakken van de Taunus sterk hebben doen groeien. De Aubach, de grootste zijrivier van de Aar, mondt uit in het gebied, evenals de Battenbach. Oligocene surfkiezelstenen (Vallendar-facies) liggen op de oude gebieden bij Kettenbach en Hausen über Aar. De erosiekloven (runsen), die teruggaan tot historische tijden, zijn bekend bij experts en liggen in grote delen van de gemeente.
Het grootste deel van het gebied is bebost. Het belangrijkste type gebruik in open land is landbouw. In de valleien zijn permanente weilanden, soms met uitgestrekte boomgaarden.

### Naburige gemeenten
Aarbergen grenst in het noorden aan de gemeenten Mudershausen, Schiesheim, Burgschwalbach en Kaltenholzhausen (allemaal Rhein-Lahn-Kreis, Rijnland-Palts) en Hünfelden (district Limburg-Weilburg), in het oosten aan de gemeente Hünstetten, in het zuiden aan de gemeente Hohenstein, in ten zuidwesten van de gemeente Heidenrod (allemaal Rheingau-Taunus-Kreis) en ten westen van de gemeenten Reckenroth, Eisighofen, Dörsdorf en Berghausen (allemaal Rhein-Lahn-Kreis).

### Plaatsen
De gemeente omvat de volgende plaatsen:
- Hausen über Aar
- Rückershausen
- Kettenbach
- Michelbach
- Daisbach
- Panrod

## Geschiedenis
Rückershausen werd voor het eerst genoemd in een oorkonde in 879. Tot 1326 behoorde het tot het graafschap Gerbhard von Niederlohngau.
Ook Hausen über Aar werd in 879 voor het eerst genoemd. Vanaf 1806 viel het onder het Hertogdom Nassau.
Bij de regionale hervorming in Hessen fuseerden de voorheen onafhankelijke gemeenschappen van Daisbach, Hausen via Aar, Kettenbach, Michelbach, Panrod en Rückershausen vrijwillig tot de nieuwe gemeente van Aarbergen op 31 december 1970. Voor elk district werd door het hoofdstatuut een lokaal district met een lokale adviesraad en een lokale burgemeester opgericht.

## Politiek

### Burgemeesters
- 1995-2001: Wolf Schrader (SPD)
- 2001-2007: Hartmut Bopp (SPD)
- 2007-2019: Udo Scheliga (CDU)
- 2019-heden: Matthias Rudolf (onafhankelijk)

### Wapen
Op 29 september 1972 keurde de Hessische minister van Binnenlandse Zaken het wapenschild van de gemeente Aarbergen in de Untertaunuskreis goed met het volgende reliëf: een gouden zwaard en een gouden sleutel gekruist in een blauwe hoek over een gouden schildbasis gescheiden door pijnboomrijst.

### Stedenbanden
- Berga/Elster

## Cultuur en bezienswaardigheden

### Bouwwerken
- Evangelische Kerk van Kettenbach werd gebouwd in 1752 en heeft een barok orgel uit 1763.
- Weerkerk van Michelbach stamt uit de 11de eeuw en is versterk met een begraafplaats, wordt gebruikt sinds 1985 als uitvaartplaats. Maar is niet langer in gebruik als kerk.
- Evangelische Kerk van Michelbach uit 1908
- Een 450-jarige lindeboom op de begraafplaats van Michelbach
- "Rahnstätter Hof" (voormalige boerderij)
- Evangelische Kerk van Rückershausen gebouwd rond 1326 en gerenoveerd in de 18de eeuw rond 1755
- Sauerbrunnen "Antonius-Sprudel", bekend sinds 1779 voor zijn koolzuurhoudende sprankelende tafel- en medicinaalwater
- Pittoreske Aar-brug van steengroeve metselwerk en met gietijzeren leuning uit 1863.
- Een rijksmonument uit 1926 met de namen van de gesneuvelden uit beide wereldoorlogen.
- Evangelische Kerk van Panrod uit 1321 met een laat Romaanse koortoren en een barok kruisbeeld
- Ringwall Altschloss, een ringmuur, waarschijnlijk uit de 8e tot 10e eeuw
- Katholieke Kerk van Daisbach, gebouwd 1690–1709 (gesticht door Baron von Galen, het geld kwam van zijn erfenis). De kerk wordt zowel door katholieke als protestantse christenen gebruikt.

### Evenementen
- Elk jaar in de herfst vindt de traditionele notch plaats in alle wijken, die meestal al generaties lang door jongeren wordt georganiseerd. In Michelbach heet het festival "Hammelkerb", in Daisbach "Klaa Frankfurter Curb", in Hausen über Aar "Häuser Curb", in Panrod "Panröder Curb" en in Kettenbach sinds 1927 "Schulweihkerb".
- De Rückershausen-markt wordt sinds 1532 elk jaar op de laatste dinsdag in oktober elk jaar in Rückershausen gehouden. Het is een van de oudste festivals in de hele regio.
- De bergkostuumvereniging Huiberg Weiß-Blau e.V. organiseert elk jaar in het tweede weekend van juni haar grote Beierse tentfestival in Michelbacher Brühl.
- Michelbach kerstmarkt, jaarlijks op de tweede advent. Het vindt sinds 2006 plaats in Brühl.
- De MSC Michelbacher Hütte organiseert jaarlijks nationale wedstrijden op het motorcrossgebied in Aarbergen-Kettenbach.

## Inwoners

### Ereburgers
- Wolf Schrader, burgemeester
- Karl Löhr, historicus

### Bekende inwoners
- Melchior Christian (pastoor in Michelbach van 1564 tot 1595), een leerling van de belangrijke Wittenberg-hervormer Philipp Melanchthon.
- Wilhelm Passavant (1886-1959), industrieel
- Christian Stolz (* 1977), universitair docent
- Adolph Passavant (1841-1926), industrieel

Aarbergen ·
Bad Schwalbach ·
Eltville am Rhein ·
Geisenheim ·
Heidenrod ·
Hohenstein ·
Hünstetten ·
Idstein ·
Kiedrich ·
Lorch ·
Niedernhausen ·
Oestrich-Winkel ·
Rüdesheim am Rhein ·
Schlangenbad ·
Taunusstein ·
Waldems ·
Walluf